# Speed Limit
Ne doit pas être confondu avec Vitesse maximale autorisée sur route.
Speed Limit est un jeu vidéo d'action développé par Gamechuck et édité par Chorus Worldwide. Il a été publié pour PlayStation 4, Microsoft Windows, Nintendo Switch, Xbox One et Xbox Series X/S en février 2021,,.
Le jeu s'inspire et fait référence à des jeux vidéo classiques d'arcade et d'action tels que Metal Slug, Earthworm Jim et Spy Hunter,,.

## Système de jeu
Speed Limit propose six modes de jeu différents, qui changent de manière transparente tous les deux niveaux au fur et à mesure que le joueur progresse tout au long du jeu. Les deux premiers niveaux représentent un jeu de tir de plate-forme à défilement latéral, les troisième et quatrième niveaux décrivent un jeu de course-tir, les cinquième et sixième niveaux émulent un jeu de course-tir dans une fausse perspective 3D, et les septième et huit niveaux sont définis comme un jeu de tir isométrique. Les neuvième et dixième niveaux sont imaginés comme un jeu de combat motorisé aérien.
Speed Limit propose des modes de difficulté simples et normaux, ainsi qu'une fonction de chronomètre pour suivre le temps tout en jouant au jeu. Il existe deux modes de jeu dans le jeu: le mode normal et un mode infini. Le mode normal suit l'histoire, tandis que le mode infini permet au joueur de parcourir le jeu indéfiniment.

## Développement
Speed Limit a été inspiré par plusieurs jeux dont Metal Slug, Grand Theft Auto, Spy Hunter, Freeway Fury, Road Rash, Mickey Mania et Earthworm Jim.
Dix personnes ont travaillé sur Speed Limit. Le budget de développement de Speed Limit était d'environ 48 000 €, financé dans un premier temps sur les fonds propres de Gamechuck puis dans le cadre d'un accord avec les éditeurs, le jeu lui-même était en développement à plein temps entre juillet 2019 et juillet 2020.
La démo de Speed Limit a été publiée sur Steam le 12 mars 2020. Chorus Worldwide a annoncé plus tard que Speed Limit était également disponible sur consoles le 3 décembre 2020.

## Accueil
Lucas Blaine de Comic Book Resources a fait l'éloge des visuels du jeu, notant également que « Speed Limit garde les joueurs constamment en train de deviner - et (plus que souvent) surprend à chaque fois ».